# 孝静成皇后
孝静成皇后（穆麟德轉寫：hiyoošungga cibsen šanggan hūwangheo；1812年6月19日—1855年8月21日），博尔济吉特氏，名不详，清朝刑部员外郎花良阿庶女，其先祖是蒙古乌鲁特贝勒，本為滿洲正藍旗人，死后抬旗入满洲正黄旗。她是清宣宗道光帝的妃子，清文宗咸丰帝的养母，也是恭亲王奕訢的生母。她成为清朝历史上独一无二、既非前朝皇帝嫡福晉、也非本朝皇帝的生母的皇太后。

## 生平
嘉庆十七年五月十一日（1812年6月19日）出生，嫡母為肅恭親王永錫之庶女縣主愛新覺羅氏。道光五年入宫，封為靜貴人。同年二月二十三日，陝甘布政使鄂山為胞侄之女封為靜貴人而謝恩。
道光六年（1826年）四月初七日，詔封靜貴人為靜嬪；四月二十三日，陝西巡撫鄂山為胞侄之女晉封為靜嬪而謝恩；十月初一日，預先安排在靜嬪遇喜小滿月時依照妃例賞給緞匹；十月二十三日（1826年11月22日），靜嬪生皇次子，時年十四歲；十月二十五日，道光帝在遵義門外，跪迎皇太后到養心殿享用午膳，用膳後侍送皇太后返回壽康宮。是日內閣奉諭旨：「二阿哥著命名奕綱」。同年十二月初一日（1826年12月29日）正式行靜嬪冊封禮。
道光七年二月初八日（1827年3月5日），皇次子奕綱夭折，四月詔封靜嬪為靜妃。同年八月，皇后妃嬪等位會親，其中靜妃親族人等出入走福原門。
道光八年二月十八日，郝進喜、蘇鈺「請得靜妃脉息滑緩。原系妊娠四個月，濕熱傷榮，半產之症。用藥調治，榮分已行，腹痛漸止，惟身軟氣怯，有時煩躁，夜不能寐。此由產後，氣血兩傷，榮分濕熱過盛所致」。
道光九年十一月初七日（1829年12月2日），静妃生皇三子奕继，十二月二十八日，奕繼夭折。道光十年十二月初七日（1831年1月20日），静妃生皇六女（初为和硕公主，道光二十四年（1844年）二月被开恩加封为寿恩固伦公主，指配景寿）。道光十二年十一月二十一日（1833年1月11日），静妃生皇六子恭忠親王奕訢。道光十四年（1835年）十月十八日举行新皇后钮祜禄氏册后大典，十一月大封后宫，静妃晋升为静贵妃。
道光二十年正月十一日（1840年2月13日），道光帝的第三位嫡妻——皇后钮钴禄氏突然去世。道光帝非常伤心，坚持不再立中宫，四月二十五日（1840年5月26日）晋封静贵妃为皇贵妃，总摄后宫。十二月十七日（1841年1月9日）行皇贵妃册封礼，时年29岁。静贵妃虽然被晋封为皇贵妃，但道光帝并不打算让其成为继后。静皇贵妃在道光朝不仅始终居于妾室，且道光修建自己妃嫔的妃园寝时更钦定次位将静皇贵妃安排其内，表明无论自己生前死后，静皇贵妃都只是妾室。即使道光帝晚年對静皇贵妃所生之皇六子奕訢十分重視亦是如此。孝全皇后留下十岁的独子——皇四子奕詝，即后来的咸丰帝，交付静皇贵妃抚养。皇贵妃的小儿子奕訢与奕詝年龄相仿，同在尚书房，十分友爱，犹如同胞兄弟。但是后来，两人渐渐长大，为了未来的皇帝宝座开始了一系列的明争暗鬥。
奕訢文武双全，而且聪明过人，后来更支持洋务运动，和西方人（中国人蔑称为“洋鬼子”）接近，有“鬼子六”之称；而奕詝为嫡长子，忠厚老实，秉承中庸之道。道光帝原先认为奕訢之才堪此大任，但深为痛惜孝全皇后钮钴禄氏，更爱奕詝，于是为了储位问题犹豫再三。奕詝的老师杜受田深知圣心，教奕詝“藏拙”，也就是不在不如奕訢的方面和他比试，而在父皇道光帝面前表现“孝子”、“仁君”。果然，道光帝认为奕詝比奕訢更有“德”，再加上孝全皇后往日的恩情，终于于1846年下定决心立奕詝为储君。但道光帝毕竟可惜奕訢，就在遗诏中写明，立奕詝为皇太子而即帝位，封奕訢为亲王。当然由于雍正朝以来的清朝实行秘密建储制度，这份遗诏在道光帝生前未曾公布，是在死后公布的，但遗诏中破天荒地封亲王，反映了道光帝的复杂心理，也为日后两兄弟的反目埋下伏笔。
道光二十九年下令在妃园寝内为静皇贵妃修墓，亲令静皇贵妃死后葬于妃园寝，不得更改，变相对外公布奕䜣争储失败（奕䜣若能继位，按惯例，将尊其生母为太后，若已去世则追封为皇后，清朝皇后，无论是正式册封或母以子贵追封，先于皇帝去世与皇帝合葬，后于皇帝去世则单独建陵，道光这一举措等于表明，静皇贵妃不管生前死后都只是他的妾室绝非正室，换而言之，恭王不会继位）。
道光三十年正月十四日（1850年2月25日），道光帝在圆明园去世，十二天后（1850年3月9日），奕詝即位，是为咸丰帝，尊静皇贵妃为皇考康慈皇贵太妃，居绮春园之寿康宫，下旨追封皇二子奕纲为顺和郡王，皇三子奕继为慧质郡王。同时根据道光帝遗诏，封皇六子奕訢为恭亲王，并加恩恭亲王可戴用红绒结顶冠，朝服蟒袍俱准用金黄色。咸丰元年（1851年）三月十五日（1851年4月16日），恭上皇贵太妃册宝。五月初七日，咸丰帝下达旨意命在京的王公大臣在康慈皇贵太妃四十大寿时穿蟒袍补褂一日，前三日后三日都穿常服戴朝珠，待到二十七个月后每年五月初八日至五月十四日穿蟒袍补褂。五月十一日（1851年6月10日)为皇贵太妃庆祝四十大寿。据记载，“圆明三园”之一的万春园，原名绮春园。道光年间，尊养继母恭慈皇太后于此。咸丰帝即位，破格奉养仅为先帝側室又非生母的康慈太妃居绮春园，这是咸丰帝以道光帝侍奉孝和太后的方式来侍奉康慈太妃，而探病问安，又无异于亲子，这些都是逾制报答太妃的抚育之恩的加倍孝顺之举。
王湘绮所著《祺祥故事》载，“会太妃疾，王日省，帝亦省视。一日，太妃寝未觉，上问安至，宫监将告，上摇手令勿惊。妃见床前影，以为恭王，即问曰：“汝何尚在此？我所有尽与汝矣！他性情不易知，勿生嫌疑也。”帝知其误，即呼“额娘”。太妃觉焉，回面一视，仍向内卧不言。自此始有猜，而王不知也。”意思是：有一天，恭亲王请安完毕回去，太妃又入睡，还没醒，皇帝也来请安了，寿康宫中的太监想要通告太妃，皇帝摇手让他们不要惊动太妃。康慈太妃醒来见床前的影子，以为是恭亲王，就问道：“你怎么还在这里？我所有能为你做的都给你了！他的性情不定，不要生了嫌疑了。”话中显然在抱怨咸丰帝性情古怪。皇帝知道她误会了，就叫“额娘”。太妃觉察到原来是皇帝，回头看了一眼，就向里睡去，不发一言。自此母子间开始有了猜疑。这么一来，咸丰帝对恭亲王的猜忌更加重了。
咸丰五年（1855年）六月底，太妃的病情加重。七月初一日（1855年8月13日），咸丰帝为冲喜而尊康慈皇贵太妃为康慈皇太后。八天后，即咸丰五年七月初九日（1855年8月21日）巳时，皇太后博尔济吉特氏病逝于寿康宫，享年44岁。八月初十（1855年9月20日），咸丰帝追谥为“孝静康慈弼天辅圣皇后”，不系宣宗谥，不祔庙。咸丰七年丁巳四月二十日（1857年5月13日），孝静皇后梓宫下葬于慕东陵。

## 身后

### 葬禮
据《清文宗实录·卷171》记载：“皇太后疾大渐，（咸丰帝）复诣爱日春长问侍。巳刻，康慈皇太后崩，上哀恸号呼，摘冠缨，易素服，诣灵驾前奠酒，还养心殿。申刻，复诣寿康宫，奉大行皇太后灵驾至慈宁宫，上翦发成服……上哀恸深至，哭无停声，王大臣等伏地环跪，恳上节哀。酉刻，大行皇太后大殓，奉安梓宫于慈宁宫正中，上奠酒行礼。”

### 谥号
咸丰五年八月初十（1855年9月20日），咸丰帝为康慈皇太后拟定谥号孝静康慈弼天輔圣皇后，不繫道光帝谥，也就是不加道光帝谥号“成皇帝”中的“成”字，神位不祔太庙，根据咸丰帝自己的说法，“爰考会典所载，太祖高皇帝三后，惟孝慈高皇后配祔太庙，谥号称高。是别殿奉祀，称号宜殊，非惟前代之旧章，实本我朝之定制。今明禋钜典，朕不敢以感恩之故，稍越常经。景铄鸿名，朕何敢以尽孝之私，致逾定礼。”
皇后不繫帝謚，始于明代，有很多明朝皇帝是庶出，也就是说他们的生母不是先朝皇后，即位后照例要追尊自己的母亲为皇太后，但规定她们的谥号中不加皇帝的谥号，以区别嫡庶，所以明朝的皇后中只有元配皇后的谥号中才有皇帝的谥号。但此制度在清朝未曾实行，例如顺治帝生母孝莊文皇后也没当过皇太极的皇后，但照样加上皇太极的谥号“文皇帝”中的“文”字。不過順治帝追封皇貴妃董鄂氏爲孝獻皇后，後來亦並未有為其繫上帝諡。
咸丰五年七月二十日（1855年9月1日），孝静皇后的身后事操办完成，第二天（1855年9月2日），咸丰帝借奕訢在办理皇太后葬礼时礼仪疏略，罢去了他的军机大臣、宗人府令和正黄旗满洲都统职务，退回上书房读书，从此对待奕訢同其他异母兄弟没什么差别了，以至于后来咸丰帝临终时也未把奕訢列入辅佐儿子同治帝的顾命大臣名单，将他排除于最高统治集团。整个咸丰朝，除了镇压太平天国运动和与英法联军谈判，奕訢几乎没有受重用。咸丰七年（1857年）四月，孝静皇后梓宫下葬于慕陵妃园寝（后改称慕东陵）。
咸丰十一年七月十七日（1861年8月22日），咸丰帝在承德避暑山庄去世，同治帝奉遗诏即位，两宫皇太后（指慈安太后和慈禧太后）联合恭亲王发动祺祥政变，捕杀顾命大臣，垂帘听政。为了在政局稳定得到恭亲王的支持，两宫皇太后于同治元年四月初八（1862年5月6日）以同治帝的名义发下诏书，为恭亲王的生母孝静皇后加谥懿昭端惠，繫道光帝谥号“成”字，並藉機改輔佐之輔字為撫育之撫字，美化孝靜皇后不是輔佐而是撫育了咸豐帝，從而大大抬高孝靜的身份。这样谥号即被改为孝静康慈懿昭端惠弼天抚圣成皇后，同年九月初二（1862年10月24日），将孝静成皇后神位升祔太庙。至此，博尔济吉特氏正式获得了道光帝皇后的地位，可以享受后代的香火。光绪元年（1875年）六月加谥莊仁，宣统元年（1909年）四月加谥和慎，这样博尔济吉特氏的谥号全称就为孝静康慈懿昭端惠莊仁和慎弼天抚圣成皇后。

### 陵墓
孝静皇后崩后，葬于清西陵道光帝慕陵的东面的妃园寝，改称慕东陵，这是清朝规制最低的皇后陵。按清朝规制，皇后先于皇帝驾崩的与皇帝合葬，后于皇帝驾崩的则另建陵寝。但是慕东陵却异反常规，既非帝、后合葬，也非另建陵寝，而是皇后和妃嫔埋葬在一个陵寝之中，和孝惠章皇后的孝东陵看似类似，实则有本质区别，孝东陵是清朝第一座兴建的皇后陵，礼仪尚不完备，而且孝东陵是皇后规制陵寝，墓主是皇后一人，妃嫔只作为皇后的陪葬列于皇后神道两侧仆从的位置。慕东陵则是完全的妃园寝规制排列改建。
因孝静皇后在道光帝在位期間只封到皇贵妃，既不是皇后，也不是“母以子贵”。道光生前只承认其妃子身份，并于生前亲定位次。並授意静皇贵妃葬于慕陵妃园寝不能更改，并没有料到她最後会被封為皇太后。孝静皇后崩後，为尊父命，又敬养母。咸丰帝谕令诸军机大臣：“将来大行皇太后奉安，即拟以慕陵妃园寝做为山陵，惟宝城城后，必须筑墙一道，……至围墙亦有顺路可通。”宝城内葬孝静皇后，宝城外至中间葬十六个嫔妃，使整个妃园寝形成了以孝静皇后为中心的大园套小园的形状。这样既不违反道光帝的旨意，又突出了孝静皇后的位置。咸丰帝又决定将原妃园寝的绿琉璃瓦改为黄琉璃瓦，陵前加建神厨库，妃园寝改为后陵——慕东陵。

## 家庭
- 有姐妹嫁愛新覺羅載齡，即康熙和榮妃馬佳氏之子允祉五世孫，珍妃、瑾妃名義上的姨婆
- 丈夫
  - 宣宗 · 效天符运立中体正至文圣武智勇仁慈俭勤孝敏宽定成皇帝—旻宁
- 儿子
  - 长子：皇次子顺和郡王奕纲（早夭）
  - 次子：皇三子慧质郡王奕继（早夭）
  - 幼子：皇六子恭忠亲王奕訢
- 女儿
  - 独女：皇六女寿恩固伦公主（下嫁景寿）
- 流产（道光八年）

## 影视作品
- 電視劇

| 年份 | 劇名                     | 演員   | 剧中姓名、稱謂          |
| 1976 | 再生緣                   | 張冰玉 | 太皇太后                |
| 1988 | 滿清十三皇朝之道光       | 溫雪琪 | 靜妃                    |
| 1990 | 滿清十三皇朝之血染紫禁城 | 馮素波 | 靜太妃                  |
| 2005 | 一帘幽梦                 | 马羚   | 靜太妃、太佛爷          |
| 2006 | 大清後宮                 | 陳煒   | 博爾濟吉特·景珍、靜妃   |
| 2011 | 萬凰之王                 | 胡定欣 | 博尔济吉特·靜瑜、静贵人 |
| 2012 | 女人花                   | 马惠珍 | 皇太后                  |

### 引用
1. ↑  《清文宗实录·卷179》咸丰五年十月谕：“孝静皇后丹阐著抬入正黄旗满洲。”丹阐，即满语“母家”。清朝自康熙帝后，皇后（包括被追封的皇后）必出自满洲上三旗，其母家在下五旗及其他民族者皆抬入上三旗以抬高身价，称之为“抬旗”。
2. ↑  未当过皇后、也非帝母而被追封为后的，还有順治朝孝献皇后（即董鄂妃），但她是當朝皇帝（顺治帝）在她死後追封皇后。比當時坐位的中宮皇后孝惠章皇后還要早一步得到皇后諡號，而非嗣帝（康熙帝）追封，所以和孝静皇后有别。
3. ↑  道光五年二月二十三日陝甘布政使鄂山《奏為胞侄花良阿之女著封靜貴人謝恩事》，中國第一歷史檔案館藏，檔案號：03-2819-005
4. ↑   道光六年四月二十三日陝西巡撫鄂山《奏為靜貴人晉封靜嬪謝恩事》，中國第一歷史檔案館藏，檔案號：03-2573-009
5. ↑   道光六年十月初一日《為靜嬪遇喜小滿月賞給緞匹著照妃例賞事》，中國第一歷史檔案館藏，檔案號：05-13-002-000126-0048
6. ↑  道光七年《皇后妃嬪等位會親日期單》，中國第一歷史檔案館藏，檔案號：05-13-002- 000128-0145，內容：八月初二、初三日，皇后、全貴妃、祥妃、靜妃會親。初二日，和妃、恬嬪會親。初四日，順貴人會親。皇后親族人等出入走西南門，全貴妃、和妃、祥妃、靜妃、順貴人走福原門，恬嬪走蒼震門。
7. ↑  李春生; 王小沙. . 中醫雜誌. 1996, (03).
8. ↑   维基文库中的相關文獻：祺祥故事
9. ↑  见《清文宗实录·卷174》